# Cinco puntos determinan una cónica

Construcción de una parábola dados cinco puntos

En las geometrías euclídea y proyectiva, al igual que dos puntos (distintos) determinan una recta (una curva plana de grado 1), cinco puntos determinan una cónica (una curva plana de grado 2). Existen sutilezas adicionales para las cónicas que no se dan para las rectas, y por lo tanto, las definiciones y la prueba de las condiciones necesarias son más complicadas. 
Formalmente, dados cinco puntos del plano en una posición lineal general (lo que significa que no hay tres puntos colineales), existe una cónica única que los atraviesa, que no será degenerada. Esto es cierto tanto para el plano euclídeo como para cualquier plano proyectivo de Pappus. De hecho, dados cinco puntos, existe una cónica que los atraviesa, pero si tres de los puntos son colineales, la cónica será degenerada (reducible, porque contiene una recta) y puede no ser única (véase sección cónica degenerada). 

## Demostraciones
Este resultado puede probarse de muchas maneras diferentes. El argumento de conteo de dimensiones es más directo y se generaliza a grados mayores, mientras que otras pruebas son especiales para las cónicas. 

### Conteo de dimensiones
Intuitivamente, pasar por cinco puntos en una posición lineal general especifica cinco restricciones lineales independientes en el espacio lineal (proyectivo) de las cónicas y, por lo tanto, especifica una cónica única, aunque esta breve declaración ignora otras sutilezas. 
Más precisamente, esto se ve de la siguiente manera: 
- Las cónicas corresponden a puntos en el espacio proyectivo de cinco dimensiones {\displaystyle \mathbf {P} ^{5};}
- Requerir que una cónica pase por un punto impone una condición lineal en las coordenadas: para un punto fijo {\displaystyle (x,y),} la ecuación {\displaystyle Ax^{2}+Bxy+Cy^{2}+Dx+Ey+F=0} es una ecuación lineal en {\displaystyle (A,B,C,D,E,F);}
- Por conteo de dimensiones, cinco restricciones (que la curva pase por cinco puntos) son necesarias para especificar una cónica, ya que cada restricción acorta las posibilidades de dimensiones en 1, y se comienza con 5 dimensiones
- En 5 dimensiones, la intersección de 5 hiperplanos (independientes) es un solo punto (formalmente, según el teorema de Bézout)
- La posición lineal general de los puntos significa que las restricciones son independientes, y por lo tanto, especifican una cónica única
- La cónica resultante no es degenerada porque es una curva (ya que tiene más de 1 punto) y no contiene una recta (de lo contrario, se dividiría en dos rectas, al menos una de las cuales debe contener 3 de los 5 puntos, por el principio del palomar), por lo que es irreducible.

Las dos sutilezas en el análisis anterior son que el punto resultante es una ecuación cuadrática (no una ecuación lineal) y que las restricciones son independientes. La primera es simple: si A, B y C desaparecen, entonces la ecuación {\displaystyle Dx+Ey+F=0} define una recta, y cualquiera de los 3 puntos en ella (de hecho, cualquier número de puntos) se encuentra en una recta, y por lo tanto, la posición lineal general garantiza una cónica. El segundo, que las restricciones son independientes, es significativamente más sutil: corresponde al hecho de que dados cinco puntos en posición lineal general en el plano, sus imágenes en {\displaystyle \mathbf {P} ^{5}} según la aplicación de Veronese están en una posición lineal general, lo cual es cierto porque la aplicación de Veronese es birregular: es decir, si la imagen de cinco puntos satisface una relación, entonces la relación puede ser eliminada y los puntos originales también deben satisfacer la misma relación. La superficie de Veronese tiene coordenadas {\displaystyle [x^{2}:xy:y^{2}:xz:yz:z^{2}],} y el espacio {\displaystyle \mathbf {P} ^{5}} es dual respecto al conjunto de parámetros {\displaystyle [A:B:C:D:E:F]}{\displaystyle \mathbf {P} ^{5}} de las cónicas. La aplicación de Veronese corresponde a la "evaluación de una cónica en un punto", y la declaración sobre la independencia de las restricciones es exactamente una declaración geométrica sobre esta aplicación. 

### Prueba sintética
Los cinco puntos determinan que una cónica puede probarse mediante geometría sintética — es decir, en términos de rectas y puntos en el plano — además de la prueba analítica (algebraica) dada anteriormente. Tal prueba se puede dar usando un teorema de Jakob Steiner, que establece que: 
Dada una transformación proyectiva f, entre el haz de líneas que pasan por un punto X y el haz de líneas que pasan por un punto Y, el conjunto C de puntos de intersección entre una línea x y su imagen {\displaystyle f(x)} forma una cónica. 
Téngase en cuenta que X e Y están en esta cónica considerando la imagen previa y la imagen de la recta XY (que es respectivamente una recta a través de X y una recta a través de Y).
Esto se puede mostrar llevando los puntos X e Y a los puntos estándar {\displaystyle [1:0:0]} y {\displaystyle [0:1:0]} mediante una transformación proyectiva, en cuyo caso los haces de líneas corresponden a las rectas horizontales y verticales en el plano, y las intersecciones de las rectas correspondientes a la gráfica de una función, que (debe mostrarse) es una hipérbola, por lo tanto, una cónica, Por lo tanto, la curva original C es una cónica. 
Ahora dados cinco puntos X, Y, A, B, C, las tres rectas {\displaystyle XA,XB,XC} pueden ser llevadas a las tres rectas {\displaystyle YA,YB,YC} por una transformación proyectiva única, ya que las transformaciones proyectivas son simplemente 3-transitivas en rectas (son simplemente 3-transitivas en puntos, y por lo tanto, por dualidad proyectiva, son 3-transitivas en rectas). Bajo esta aplicación, X se correlaciona con Y, ya que estos son los puntos de intersección únicos de estas rectas y, por lo tanto, satisfacen la hipótesis del teorema de Steiner. La cónica resultante, por lo tanto, contiene los cinco puntos, y es la única cónica que cumple esta condición, tal como se quería comprobar. 

## Construcción
Dados cinco puntos, se puede construir la cónica que los contiene de varias maneras. 
Analíticamente, dadas las coordenadas de los cinco puntos, la ecuación para la cónica se puede encontrar mediante álgebra lineal, escribiendo y resolviendo las cinco ecuaciones en los coeficientes, sustituyendo las variables con los valores de las coordenadas: cinco ecuaciones, seis incógnitas, pero homogéneas, por lo que mediante escalado se elimina una dimensión; concretamente, obligando a que uno de los coeficientes sea 1. 
Sintéticamente, la cónica se puede determinar mediante la construcción de Braikenridge-Maclaurin, aplicando el teorema de Braikenridge-Maclaurin, que es el inverso del teorema de Pascal. El teorema de Pascal establece que dados 6 puntos en una cónica (un hexágono), las líneas definidas por lados opuestos se intersecan en tres puntos colineales. Esto se puede revertir para construir las ubicaciones posibles para un sexto punto, dados los 5 existentes.

## Generalizaciones
La generalización natural es preguntar para qué valor de k, una configuración de k puntos (en posición general) en el espacio n determina una variedad de grado d y dimensión m, que es una pregunta fundamental en la geometría enumerativa. 
Un caso simple se da para una hiperesuperficie (una subvariedad de codimensión 1, los ceros de un solo polinomio, el caso {\displaystyle m=n-1} ), de las cuales las curvas planas son un ejemplo. 
En el caso de una hiperesuperficie, la respuesta se da en términos del coeficiente del multiconjunto, más familiarmente el coeficiente binomial, o más elegantemente el factorial ascendente, como: 
{\displaystyle k=\left(\!\!{n+1 \choose d}\!\!\right)-1={n+d \choose d}-1={\frac {1}{n!}}(d+1)^{(n)}-1.}
Esto es a través del análisis análogo de la aplicación de Veronese: k puntos en posición general imponen k condiciones lineales independientes en una variedad (porque la aplicación de Veronese es birregular), y el número de monomios de grado d en {\displaystyle n+1} variables (el espacio proyectivo n-dimensional tiene {\displaystyle n+1} coordenadas homogéneas) es {\displaystyle \textstyle {\left(\!\!{n+1 \choose d}\!\!\right)},} de donde se resta 1 debido a la proyectivización: multiplicar un polinomio por una constante no cambia sus ceros. 
En la fórmula anterior, el número de puntos k es un polinomio en d de grado n, con coeficiente principal {\displaystyle 1/n!}
En el caso de curvas planas, donde {\displaystyle n=2,} la fórmula se convierte en: 
{\displaystyle \textstyle {\frac {1}{2}}(d+1)(d+2)-1=\textstyle {\frac {1}{2}}(d^{2}+3d)}
cuyos valores para {\displaystyle d=0,1,2,3,4} son {\displaystyle 0,2,5,9,14} - no hay curvas de grado 0 (un solo punto determina un punto, que es de codimensión 2), 2 puntos determinan una recta, 5 puntos determinan una cónica, 9 puntos determinan una cúbica, 14 puntos determinan una cuartica, y así sucesivamente. 

## Resultados relacionados
Si bien cinco puntos determinan una cónica, los conjuntos de seis o más puntos en una cónica no están en posición general, es decir, están restringidos como se demuestra en el teorema de Pascal. 
De manera similar, mientras que nueve puntos determinan una cúbica, si los nueve puntos se encuentran en más de una cúbica — es decir, son la intersección de dos cúbicas — entonces no están en posición general y, de hecho, satisfacen una restricción de suma, como se indica en el teorema de Cayley-Bacharach. 
Cuatro puntos no determinan una cónica, sino más bien un haz, el sistema lineal de cónicas unidimensional en el que todos sus elementos pasan por los cuatro puntos (formalmente, tienen los cuatro puntos como lugar geométrico base). De manera similar, tres puntos determinan un sistema lineal bidimensional (red plana), dos puntos determinan un sistema lineal tridimensional (red espacial), un punto determina un sistema lineal bidimensional y cero puntos no imponen restricciones en el sistemal ineal de 5 dimensiones e todas las cónicas. 

Las circunferencias de Apolonio son dos familias de 1 parámetro determinadas por 2 puntos

Como es bien sabido, tres puntos no colineales determinan una circunferencia en geometría euclidiana y dos puntos distintos determinan un haz de circunferencias (como por ejemplo, las circunferencias de Apolonio). Estos resultados parecen ir en contra del resultado general, ya que las circunferencias son casos especiales de las cónicas. Sin embargo, en un plano proyectivo de Pappus, una cónica es una circunferencia solo si pasa a través de dos puntos específicos en la recta del infinito, por lo que una circunferencia está determinada por cinco puntos no colineales, tres en el plano afín y estos dos puntos especiales. Consideraciones similares explican el número menor de lo esperado de puntos necesarios para definir haces de circunferencias. 

### Tangencia
En lugar de pasar por puntos, una condición diferente en una curva es ser tangente a una recta dada. Ser tangente a cinco rectas dadas también determina una cónica, por dualidad proyectiva, pero desde el punto de vista algebraico, la tangencia a una recta es una restricción cuadrática, por lo que a primera vista el recuento de dimensiones produce 25 = 32 cónicas tangentes a cinco rectas dadas, de las cuales 31 deben atribuirse a cónicas degeneradas, como se describe en el artículo factores falsos en la geometría enumerativa. Formalizar esta intuición requiere un desarrollo significativo adicional para su justificación. 
Otro problema clásico en la geometría enumerativa, de un estilo similar al de las cónicas, es el problema de Apolonio: una circunferencia que es tangente a tres circunferencias en general determina ocho circunferencias, ya que cada una de ellas es una condición cuadrática, y 23 =  8). Como una pregunta en geometría real, un análisis completo involucra muchos casos especiales, y el número real de circunferencias puede ser cualquier número entre 0 y 8, excepto 7). 